# بانک تجاری پرتغال

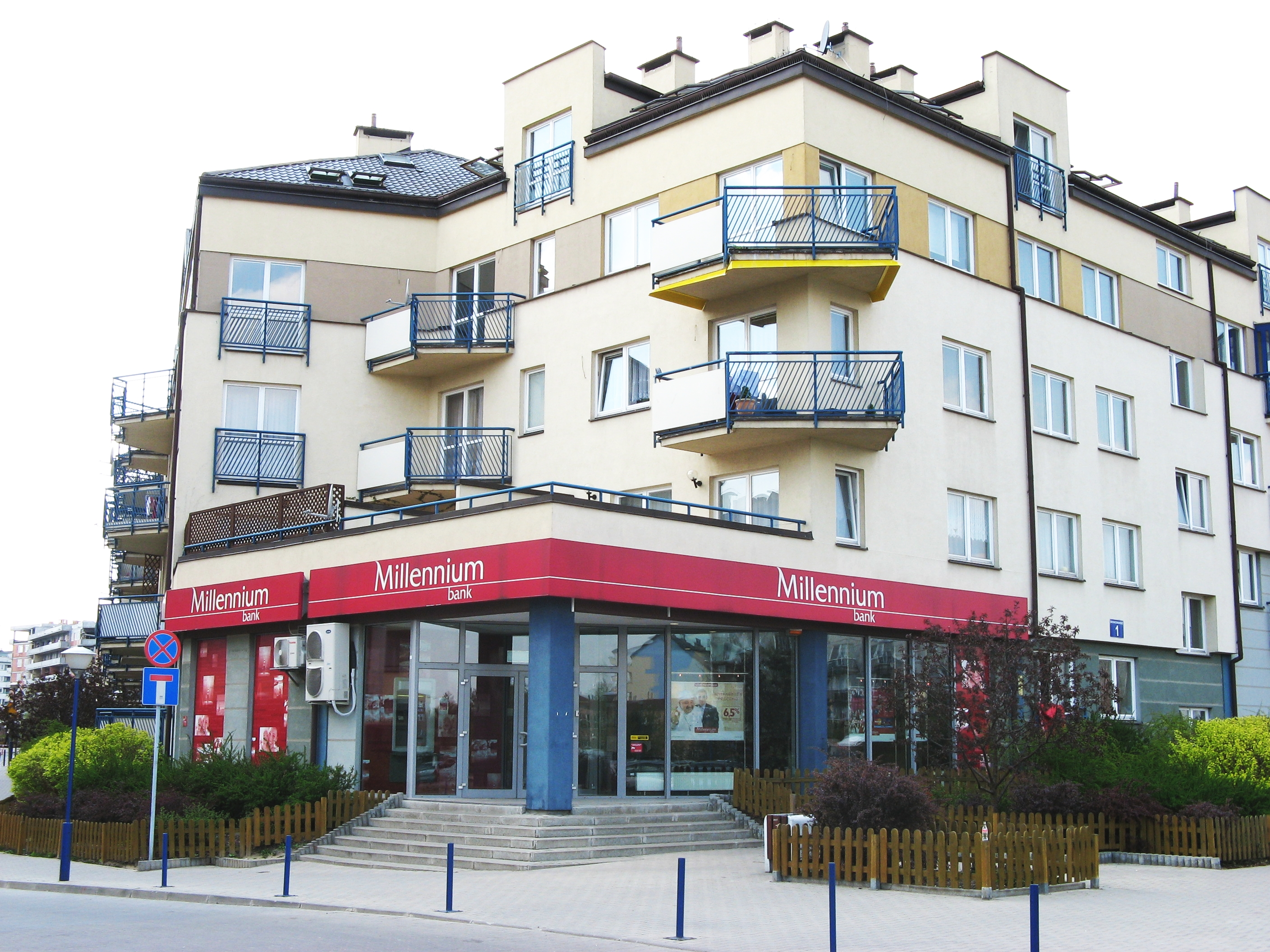
بانک تجاری پرتغال، شعبه لهستان، در شهر ورشو

بانک تجاری پرتغال (به پرتغالی: Banco Comercial Português) بانک پرتغالی است، که در سال ۱۹۸۵ تأسیس شد و در حال حاضر به‌عنوان بزرگترین بانک خصوصی پرتغال محسوب می‌شود.
بانک تجاری پرتغال از سال ۲۰۰۴ تحت برند میلنیوم بی‌سی‌پی فعالیت می‌کند. این بانک در سال ۲۰۰۸ بیش از ۴٫۳ میلیون مشتری در سراسر جهان دارد و هم‌اکنون دارای ۹۰۰ شعبه می‌باشد. بزرگترین سهام‌داران بانک تجاری پرتغال شرکت نفتی سونانگول با ۹٫۹ درصد از سهام و بانکو سابادل با ۴٫۴ درصد می‌باشند.
شعبه مرکزی این بانک در شهر پورتو، پرتغال قرار دارد و بخشی از سهام آن در بازار بورس یورونکست لیسبون معامله می‌شود. در سال ۲۰۰۷ بانک تجاری پرتغال در فهرست فوربز جهانی ۲۰۰۰ در رتبه ۴۵۳ از بزرگترین شرکت‌های جهان قرار داشت.